# لایه (زمین‌شناسی)

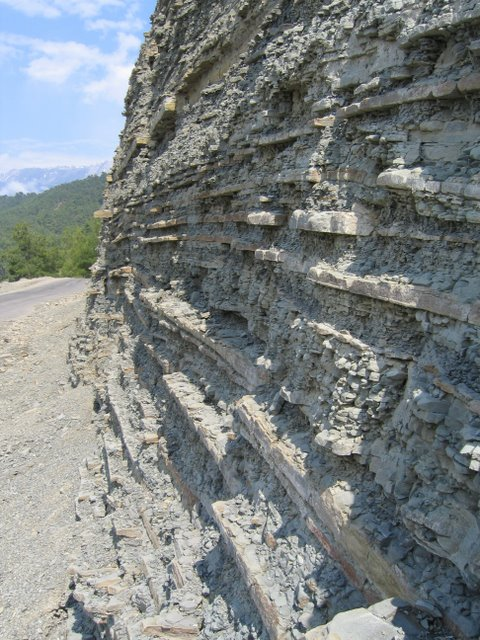
نوعی بستره در ترکیه

لایه (به انگلیسی: Bed) یا طبقه (بستر) کوچک‌ترین واحد در سنگ‌های رسوبی چینه‌‌ای‌ و کوچک‌ترین واحد تقسیمات سنگ‌شناسی است که معمولاً به‌وسیله فسیل‌های شاخص یا سنگ‌شناسی خاص شناخته می‌شود. بستره نیز سطح جدایی دو لایه سنگ رسوبی و سطحی است که لایه‌ای از سنگ‌های رسوبی را از لایه دیگر جدا می‌کند.

## لایه‌بندی
چگونگی استقرار سنگ‌های رسوبی در لایه‌هایی با ضخامت و ویژگی متفاوت را لایه‌بندی می‌گویند.
انواع:
- لایه‌بندی چلیپایی: نوعی ساختار لایه‌ای حاصل از نهشته شدن لایه‌های مورب بر روی سطح شیب‌دار
  - لایه‌بندی چلیپایی جناغی: نوعی لایه‌بندی چلیپایی که به‌صورت لایه‌های متناوب یا برهم‌نهشته در جهت‌های متفاوت شیب دارد و الگویی جناغی دارد
  - لایه‌بندی چلیپایی دگرشکل‌شده: نوعی لایه‌بندی چلیپایی که در آن پیش‌لایه‌ها پیش از ته‌نشینی لایهٔ بالایی به سمت پایین‌دست جریان برگشته یا خمیده شده‌اند
  - لایه‌بندی چلیپایی اپسیلون‌شکل: نوعی لایه‌بندی چلیپایی که بر اثر برافزایش جانبی سد نقطه‌ای یک رود به وجود می‌آید
- لایه‌بندی‌نما: ساختاری شبیه به لایه‌بندی که بر اثر تمرکز یا به هم پیوستن برگ‌لایه‌های موجی به وجود می‌آید و نشانگر به هم پیوستن شیبِ نهشته‌های موجی است
- لایه‌بندی تدریجی: ساختاری رسوبی که در آن مواد به سمت بالا به‌تدریج ریزتر می‌شوند
- لایه‌بندی عدسی‌دار: نوعی لایه‌بندی که در آن عدسی‌های کمانی گِلی در ناوه‌هایی از موج‌نقش‌های موجود در ماسه قرار گرفته‌اند و به سمت بالا انحنا دارند
- لایه‌بندی درهم‌پیچیده: مجموعه‌لایه‌های بسیار درهم‌ریخته که معمولاً به یک لایهٔ خاص رسوب محدود می‌شوند
- لایه‌بندی نهان: لایه‌بندی ناشی از تغییرات ترکیب کانی‌ها از پایین به بالا در یک توالی سنگ آذرین لایه‌ای
- لایه‌بندی راه‌راه: لایه‌بندی موزونی که در آن لایه‌های متناوب تیره و روشن تراکم متفاوت پیروکسن و پلاژیوکلاز را نشان می‌دهند
- لایه‌بندی موزون: نوعی لایه‌بندی در یک تودهٔ آذرین که به‌آسانی قابل مشاهده‌است و در آن لایه‌هایی با ترکیب‌های متفاوت تکرار می‌شوند
- لایه‌بندی همساز: ساختاری رسوبی که مشخصهٔ آن وجود لایه‌های موازی است